# Da Strike
Da Strike – minialbum szwedzkiego zespołu punkrockowego Millencolin. Wydany 16 grudnia 1994 album został w całości dołączony do albumu kompilacyjnego The Melancholy Collection z 1999.

## Lista utworów
1. „Da Strike”[1][2]
2. „Softworld”
3. „Shake Me” (live)
4. „Niap”

## Notki
- „Shake Me” został nagrany na koncercie w Aveście w Szwecji
- „Niap” był pierwszym utworem nagranym w Sound Lab Studios (studio Mathiasa)